# 테루즈 심포니아
테루즈 심포니아(テルズ・シンフォニア, TERU'S SYMPHONIA)는 일본의 프로그레시브 록 밴드이다.

## 개요
83년 히라야마 테루츠구가 노벨라 활동을 하면서 솔로 프로젝트로 시작했다. 솔로 명의로 두장의 앨범을 낸다.
노벨라 해산 후 멤버를 모아 본격적인 밴드로 편성했다. 두장의 앨범을 내고 레이블을 Made in Japan 레코드로 이적해서 앨범 七つの夜の物語를 내었다. 이 앨범부터 다른 멤버들의 곡도 녹음하기 시작했다.
95년에 アンドロイドは電気ラクダの夢をみるか？를 녹음하는데 레이블과의 문제가 생겨 공개되지 않았다. 세헤라자데와 스타리스에서 활동하던 인물들로 멤버가 일부 교체된다.
97년부터 프랑스 뮤제아에서 앨범이 발매되기 시작한다. 작품에 점차 헤비한 사운드가 가미된다.
2010년부터 테루즈 심포니아의 후신 밴드 NELFELTI가 결성되어 활동중이다.
2017년 현재 히라야마는 80년대에 작업하다 말았던 幻想日記를 제작중이다.
세헤라자데와 노벨라에서 볼 수 있던 헤비함은 줄어들고 여성보컬과 키보드가 강화된 르네상스 (밴드)와 유사한 서정성을 갖춘 밴드였다. 이후 스타리스 뿐 아니라 다수의 일본 프로그 밴드들에게 영향을 끼쳤다.

## 앨범
- ノイの城 (1983) (as 平山照継)
- シンフォニア (1985) (as 平山照継)
- Egg the Universe (1988)
- Human race party (1989)
- 七つの夜の物語 (1990)
- ぜんまい仕掛けの地球 (1993)
- アンドロイドは電気ラクダの夢をみるか？ (1997)
- THE GATE (1999)
- 幻想日記（製作中）(as NELFELTI)

- NELFELTI[깨진 링크(과거 내용 찾기)]